# Jaime Davagnino
Jaime Andrés Davagnino Gallegos (Viña del Mar, 14 de abril de 1968) es un periodista y locutor chileno, voz en off de diversos programas de televisión. 
Fue una de las voces oficiales de Televisión Nacional de Chile (TVN) desde 1995 a 2010. Desde marzo de 2011 hasta abril de 2018 fue la voz en off de Canal 13, Bienvenidos. También fue la voz oficial del Gobierno de Chile durante el primer gobierno de Michelle Bachelet. Actualmente se desempeña como director general y programático de Estilo FM.

## Biografía
Jaime es hijo de Miguel Davagnino, destacado locutor chileno que trabajó durante muchos años en las desaparecidas Radio Chilena y Radio Aurora. 
No está solo dedicado al mundo de las comunicaciones. Además de haber estudiado en el conservatorio de la Universidad de Chile (Guitarra Clásica, maestro Luis López), también estudió en el Club de Teatro de Fernando González, la escuela de Teatro Q y en el Instituto superior de Arte y Cultura Bertolt Brecht, lo que le permitió años más tarde formar parte de algunos elencos del área dramática de Televisión Nacional de Chile como también participar en forma lúdica en el programa Pase lo que pase del mismo canal.
Vivió en Montreal, Canadá donde además de aprender francés, estudió clarinete y realizó varias giras musicales con delegaciones de distintos países de Sudamérica.

## Carrera profesional
Durante 20 años trabajó en diferentes radios: Umbral, Cooperativa, Pudahuel, Finísima, Duna, Chilena, Para Ti, Condell de Curicó y Estilo FM.
Además, ha sido la voz para diferentes instituciones como Metro de Santiago, Embotelladora Andina, LAN Chile, Pro-Chile, Infomerciales de Falabella TV, entre otras. Ha perfeccionado su oficio de locutor con cursos de doblaje (Hispanoamérica Doblajes) e inglés (Instituto Chileno Norteamericano). 
Además de ser una de las voces institucionales de TVN y su señal internacional TV Chile, participó como locutor en off en los programas de dicho canal Rojo Fama Contrafama durante sus 5 años de vida; y como la voz en off del "juez", siendo el más estricto del programa El último pasajero, rol que desempeñó hasta 2010. 
Hoy en día este profesional de las comunicaciones desarrolla sus actividades en el ámbito docente con clases que imparte en el Instituto Profesional AIEP, además de formar parte del elenco teatral que llevó hasta distintas ciudades de Chile la comedia Te amo y te odio por completo de Patricio Villalobos bajo la dirección de Javiera Contador. 
También graba locuciones para distintas radios en el país, como Radio Manía en San Fernando, Éxodo de Santa Cruz, Fantástica de Talca, Radio Quinchao en Chiloé y una decena de radios comunitarias en otras ciudades.
Se desempeñó como locutor institucional de continuidad y como la voz en off del programa matinal Bienvenidos de Canal 13 entre 2011 y 2018, y vuelve a TVN después de siete años en abril de 2018 para participar como voz en off de Rojo, el color del talento.
Además conduce el programa Santiago no es Chile en la Radio Estilo, presente en varias regiones de Chile.

### Locuciones del Gobierno de Chile
Durante el primer gobierno de la presidenta Michelle Bachelet, la Secretaría de Comunicaciones del Ministerio Secretaría General de Gobierno seleccionó a Jaime Davagnino como la voz en off de las introducciones y desconexiones de las cadenas nacionales de radio y televisión del Gobierno de Chile. Su labor terminó el 10 de marzo de 2010, cuando la expresidenta Michelle Bachelet se dirigió por última vez al país, horas antes de entregar el gobierno al presidente electo Sebastián Piñera. 
Desde el 11 de marzo de 2010, esta función la ejerció su excompañero en TVN y locutor de radio y televisión Fernando Solís Lara.
Volvió a ejercerla el 11 de marzo de 2014, cuando reasumió Michelle Bachelet; tras ser reelegida el 15 de diciembre de 2013.
También ha sido el locutor del comienzo y el cierre de la franja electoral emitida por los canales afiliados a ANATEL en Chile, en años de elecciones presidenciales y parlamentarias.

## Filmografía
- Rompecorazón (TVN, 1994) - Doctor
- Estúpido Cupido (TVN, 1995) - Marcial Dominguez (radiocontrolador) [6]
- Sucupira (TVN, 1996) - Ángel[6]
- Loca piel (TVN, 1996) - "Presentador de Televisión"
- Oro Verde (TVN, 1997) - Jefe de Bomberos de Pucón[6]
- Sucupira, la comedia (TVN, 1998-1999) - Ángel
- La Fiera (TVN, 1999) - "Presentador de boxeo"
- Asesora sin hogar, teleserie dentro de Bienvenidos (Canal 13, 2011), "Narrador"